# Nocticanace cyclura
Nocticanace cyclura är en tvåvingeart som beskrevs av Wayne N. Mathis och Wirth 1979. Nocticanace cyclura ingår i släktet Nocticanace och familjen Canacidae.
Artens utbredningsområde är Madagaskar. Inga underarter finns listade i Catalogue of Life.